# Jasenovo (Bela Crkva)
Pour les articles homonymes, voir Jasenovo.
Jasenovo (en serbe cyrillique : Јасеново ; en hongrois : Karasjeszenő) est une localité de Serbie située dans la province autonome de Voïvodine. Elle fait partie de la municipalité de Bela Crkva dans le district du Banat méridional. Au recensement de 2011, elle comptait 1 247 habitants.
Jasenovo est officiellement classé parmi les villages de Serbie.

## Démographie

### Évolution historique de la population
| 1948  | 1953  | 1961  | 1971  | 1981  | 1991  | 2002  | 2011  |
| ----- | ----- | ----- | ----- | ----- | ----- | ----- | ----- |
| 2 030 | 2 159 | 2 333 | 2 108 | 2 062 | 1 927 | 1 446 | 1 247 |

|  |